# Жаби свирци
Жабите свирци (Leptodactylidae) са семейство земноводни от разред Безопашати земноводни (Anura).
Таксонът е описан за пръв път от австрийския изследовател Франц Вернер през 1896 година.

## Родове
- Подсемейство Leiuperinae Bonaparte, 1850 (90 вида)
  - Edalorhina Jiménez de la Espada, 1870
  - Engystomops Jiménez de la Espada, 1872
  - Physalaemus Fitzinger, 1826
  - Pleurodema Tschudi, 1838
  - Pseudopaludicola Miranda-Ribeiro, 1926
- Подсемейство Leptodactylinae Werner, 1896 (1838) (96 вида)
  - Adenomera Steindachner, 1867
  - Hydrolaetare Gallardo, 1963
  - Leptodactylus Fitzinger, 1826
  - Lithodytes Fitzinger, 1843
- Подсемейство Paratelmatobiinae Ohler and Dubois, 2012 (13 вида)
  - Crossodactylodes Cochran, 1938
  - Paratelmatobius Lutz and Carvalho, 1958
  - Rupirana Heyer, 1999
  - Scythrophrys Lynch, 1971